# هنري أريكسون
هنري أريكسون (بالسويدية: Henry Eriksson)‏ هو عداء مسافات متوسطة سويدي، ولد في 23 يناير 1920 في أفستا ‏ في السويد، وتوفي في 8 يناير 2000 في يفله في السويد.

## وصلات خارجية
- هنري أريكسون على موقع الاتحاد الدولي لألعاب القوى (الإنجليزية)
- هنري أريكسون على موقع أوليمبيديا (الإنجليزية)
- هنري أريكسون على موقع اللجنة الأولمبية السويدية (السويدية)